# Muga de Sayago
Muga de Sayago é um município da Espanha na província de Zamora, comunidade autónoma de Castela e Leão, de área 36,49 km² com população de 423 habitantes (2007) e densidade populacional de 12,94 hab/km².

## Demografia
| Variação demográfica do município entre 1991 e 2004 | Variação demográfica do município entre 1991 e 2004 | Variação demográfica do município entre 1991 e 2004 | Variação demográfica do município entre 1991 e 2004 |
| --------------------------------------------------- | --------------------------------------------------- | --------------------------------------------------- | --------------------------------------------------- |
| 1991                                                | 1996                                                | 2001                                                | 2004                                                |
| 561                                                 | 541                                                 | 495                                                 | 472                                                 |